# Bipiràmide triangular
En geometria, la bipiràmide triangular és un dels noranta-dos sòlids de Johnson (J₁₂).
Es pot obtenir enganxant dos tetràedres. D'aqui ve el seu nom.
El seu dual és el prisma triangular.
Tot i que les seves cares són polígons regulars i són totes iguals, no és un dels sòlids platònics perquè té vèrtexs en els que hi concorren tres cares i altres en els que n'hi concorren quatre.
Els 92 sòlids de Johnson van ser descrits 1966 per Norman Johnson i els va numerar. No va demostrar que no n'existia més que 92, però va conjecturar que no n'hi havia d'altres. Victor Zalgaller el 1969 va demostrar que la llista de Johnson era completa. S'utilitzen els noms i l'ordre donats per Johnson, i se'ls nota Jxx on xx és el nombre donat per Jonson.

## Desenvolupament pla

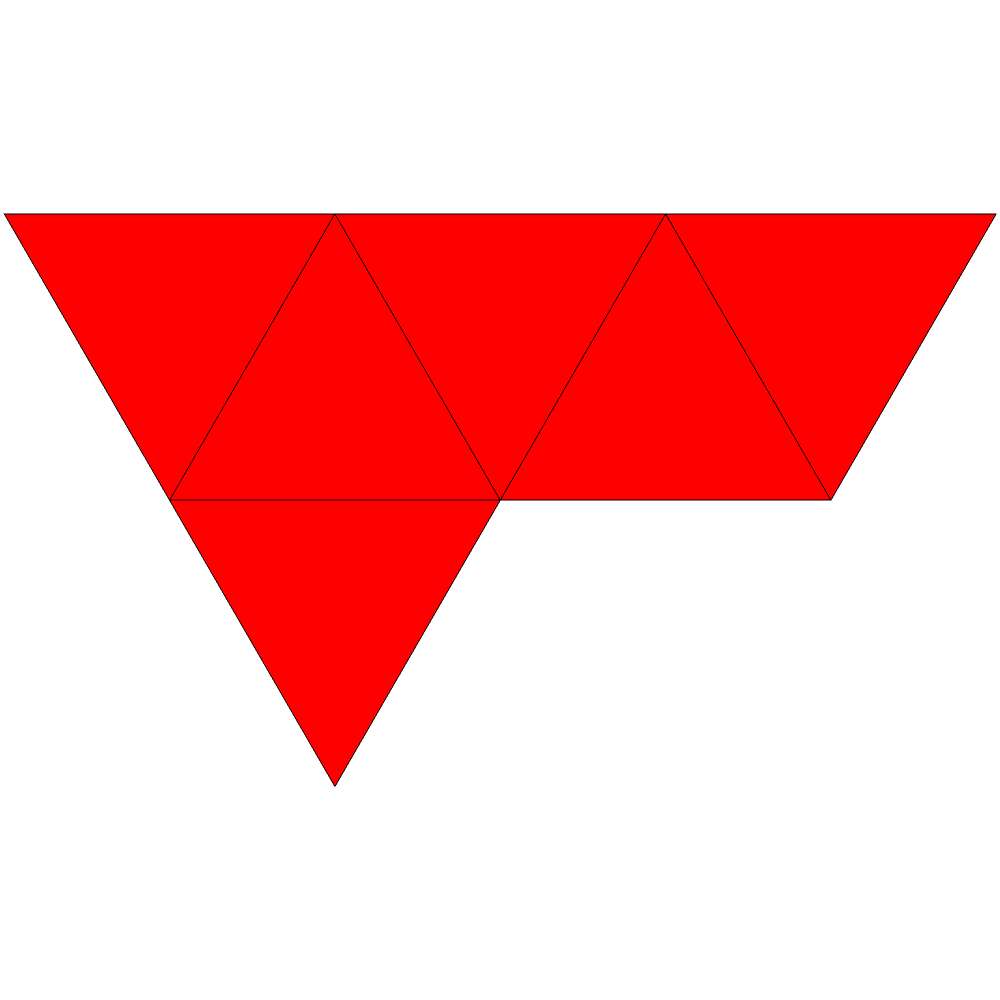
Desenvolupament pla de la bipiràmide triangular

## Fórmules
Fórmules de l'altura ({\displaystyle H}), àrea ({\displaystyle A}) i volum ({\displaystyle V}) de la bipiràmide triangular amb cares regulars (sòlid de Johnson) i arestes de longitud {\displaystyle L}:
{\displaystyle H=L\cdot {\frac {2{\sqrt {6}}}{3}}\approx L\cdot 1.632993162}
{\displaystyle A=L^{2}\cdot {\frac {3{\sqrt {3}}}{2}}\approx L^{2}\cdot 2.598076211}
{\displaystyle V=L^{3}\cdot {\frac {\sqrt {2}}{6}}\approx L^{3}\cdot 0.235702260}